# Carnitin-O-Palmitoyltransferase 2

Die Carnitin-O-Palmitoyltransferase 2 nimmt Teil am Transport von Acyl-CoA in Mitochondrien.

Die Carnitin-O-Palmitoyltransferase 2 ist ein Enzym, genauer eine Transferase, die vom Gen CPT2 kodiert wird. Es handelt sich dabei um ein Protein aus dem Zellkern, das zur inneren Membran eines Mitochondriums transportiert wurde. Dort oxidiert das Enzym zusammen mit der Carnitin-Palmitoyltransferase 1 lange Fettsäuren. Es ist dabei Teil eines Systems um die Enzyme der Carnitin-Palmitoyltransferase (Carnitin-Acyltransferase-System), nämlich die beiden Carnitin-Palmitoyltransferasen, die Acyl-CoA-Synthetase und die Carnitin/Acylcarnitin-Translocase: In Form von Acyl-Coenzym A, das sich mit Carnitin zu Acyl-Carnitin verbindet, werden Fettsäuren in das Mitochondrium transportiert, wo diese der β-Oxidation unterliegen.

## Weitere Proteine um die β-Oxidation
Die weiteren Proteine, die bei der β-Oxidation eine Rolle spielen sind:
- CPT1A
- CPT1B
- CPT1C
- HSD17B4
- ECH1
- HADHA
- HADHB
- ECHS1
- EHHADH
- ECI1
- HADH
- CROT